# Disseminats (les Masies de Roda)
Disseminats és una entitat de població del municipi de les Masies de Roda a la comarca d'Osona, no és cap nucli de població, sinó que són diferents masos, granges i masies disperses en el terme municipal d'aquest municipi. En el cens de 2006 hi havia 137 habitants.